# Encefalopatía
El término encefalopatía significa trastorno o enfermedad del encéfalo. En el uso moderno, se refiere a un síndrome de disfunción cerebral, el cual puede ser causado por múltiples etiologías.[cita requerida]

## Tipos
Existen varios tipos de encefalopatías, entre las cuales destacan:
- Encefalopatía de Hashimoto
- Encefalopatía por gluten[2]
- Encefalopatía de Lyme
- Encefalopatías espongiformes transmisibles
- Encefalopatía espongiforme bovina
- Encefalopatía hepática
- Encefalopatía mitocondrial
- Encefalopatía traumática crónica
- Encefalopatía urémica[3]
- Encefalopatía hipertensiva
- Encefalopatía anoxo-isquémica
- Encefalopatía de Wernicke&Korsakoff
- Encefalopatía postanóxica[4]
- Síndrome de encefalopatía posterior reversible

## Signos y síntomas
El sello de la encefalopatía es la alteración en el estado mental. Dependiendo del tipo y severidad de la encefalopatía, los síntomas neurológicos más comunes son la pérdida de funciones cognitivas, cambios en la personalidad, falta de concentración y disminución en el nivel de la conciencia. Otros signos incluyen mioclonía, asterixis, nistagmo, convulsiones, temblor y anormalidades respiratorias, como la respiración de Cheyne-Stokes por compromiso a nivel del tronco encefálico.

## Diagnóstico
El diagnóstico es generalmente clínico, haciéndose necesario los exámenes a la hora de encontrar la causa subyacente, para ello se pueden utilizar los siguientes exámenes:
- Exámenes de sangre
- Punción lumbar con análisis de líquido cefalorraquídeo (LCR)
- Cultivos
- Estudios imagenológicos: Tomografía de cráneo en fase simple y contrastada
- Resonancia magnética en fase simple y contrastada con gadolino
- Electroencefalograma

## Tratamiento
Junto a la hospitalización y las medidas de soporte, el tratamiento irá indicado según la causa subyacente. Dentro del manejo sintomático, los anticonvulsionantes como la fenitoína, la carbamazepina y levetiracetam pueden ayudar con las convulsiones. El uso de lorazepam puede ayudar en estados de gran agitación.[cita requerida]
Cuando es causada por una enfermedad celíaca o una sensibilidad al gluten no celíaca no diagnosticadas, la dieta sin gluten permite detener el daño el avance del daño neurológico y mejora los dolores de cabeza.

## Pronóstico
Dependiendo de la causa, existen complicaciones reversibles e irreversibles, por lo cual el tratamiento debe ser oportuno y precoz.